# شکرنخل‌ها
شکرنخل‌ها (نام علمی: Arenga) نام یک سرده از تیره نخل است.

## نگارخانه

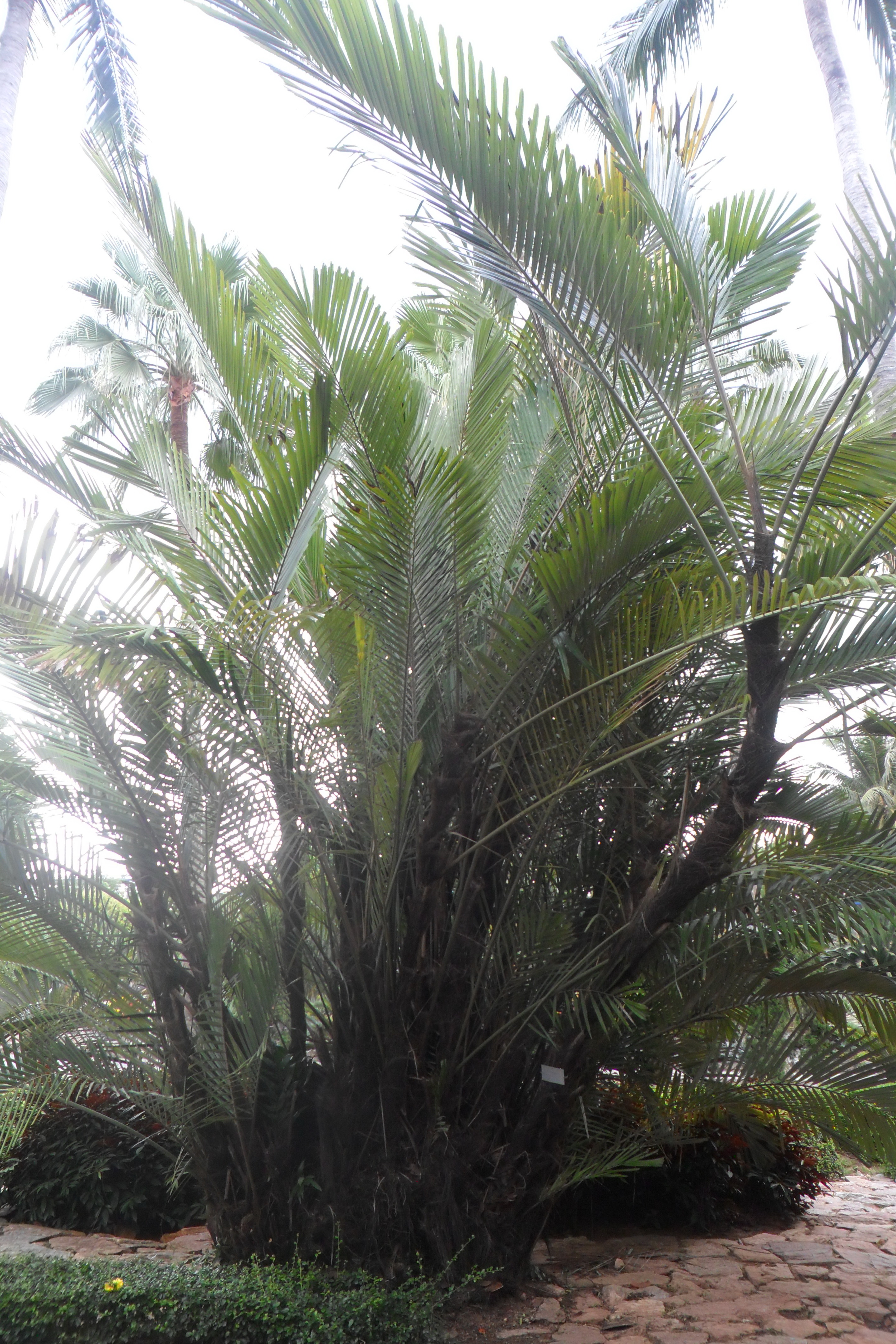